# Skeiða- og Gnúpverjahreppur
Skeiða- og Gnúpverjahreppur är en kommun i Suðurland i Island. Folkmängden är 626 personer (2019).
Kommunens huvudort är Brautarholt á Skeiðum med 72 invånare.